# 雅安专区
雅安专区是四川省已撤销的专区。1950年置。在今四川省中部偏西。
原属西康省，辖雅安、荥经、汉源、天全、宝兴、芦山等县。专员公署驻雅安县（今市）。1951年设雅安市。1952年设石棉县。1954年四川省名山县划入。1955年西康省撤销，划归四川省；雅安市、泸定县划入。1956年泸定县划归甘孜藏族自治州。1958年撤销雅安市。1968年改称雅安地区。

## 雅安地区
雅安地区辖原雅安专区的雅安县、芦山县、名山县、荥经县、汉源县、石棉县、天全县、宝兴县，共8县。
1983年9月9日，撤销雅安县，设立雅安市（县级）。
2000年6月14日，撤销雅安地区，设立地级雅安市。